# ドクターパルス
ドクターパルスは、伊藤超短波が発売している低周波治療器の商品名である。

## 概要
「ドクターパルス」は、低周波治療と超短波治療、そして静電気治療の3つの機能を搭載した電子治療器「イトーレーター」を発売していた伊藤超短波が、1977年に国内で初めて開発した携帯に便利な小型低周波治療器という画期的な医療機器である。乾電池を電源にしていて、いつでもどこでも肩こりや腰痛などの治療ができるということで話題になり、好評となった。その後、オムロンなど、他社でも小型低周波治療器が開発されることとなる。当初は患部にパッド（導子）を当ててマジックテープで固定するというものだったが、改良によりパッドが粘着式になりマジックテープなしでも使えるようになった。この時期より、オムロンなどほかの小型低周波治療器もマジックテープなしで使用できる粘着パッド式に改良されていった。

## 広告展開について
発売から3年後の『静岡新聞』1979年4月18日付朝刊には、ビキニの水着姿の女性モデルが肩や腰にパッドを当てている写真を使った通信販売広告が新聞に掲載されるようになるが、これは低周波パッドの当て方を美しいビキニの水着姿の女性がその美しいプロポーションを駆使して肩や腰に低周波パッドを当てている姿でわかりやすくするという手法で、以前から自社のイトーレーターのパンフレットに肩や腰に低周波パッドを当てているビキニの水着姿の女性モデルの写真を掲載してきた伊藤超短波の伝統というものであろう。また、腰に低周波パッドを当てている時は椅子に腰掛けた後姿の写真が使用されていた。（他社でも、ビキニの水着姿の女性モデルが肩や腰に低周波パッドを当てている写真を使った小型低周波治療器の広告やパンフレットを出していることがある。その広告やパンフレットのビキニの水着姿の女性モデルが腰に低周波パッドを当てている写真は決まって椅子に腰掛けたり床にお尻をついたりなど、座っている後姿が使用されていることが少なくない）